# إليزابيث رايس
إليزابيث رايس (بالإنجليزية: Elizabeth Rice)‏ هي ممثلة أمريكية، ولدت في 5 نوفمبر 1985 بباين بلاف في الولايات المتحدة.

## أعمال

### مسلسلات
- رجال ماد

## وصلات خارجية
- إليزابيث رايس على موقع IMDb (الإنجليزية)
- إليزابيث رايس على موقع ألو سيني (الفرنسية)
- إليزابيث رايس على موقع أول موفي (الإنجليزية)
- إليزابيث رايس على موقع قاعدة بيانات الفيلم (الإنجليزية)
- إليزابيث رايس على موقع كينوبويسك (الروسية)